# 利川警察署
利川警察署（イチョンけいさつしょ）は、京畿地方警察庁所管の警察署である。

## 管轄区域
- 利川市

## 沿革
- 1945年10月21日 -国立警察開設とともに、京畿道警察部傘下の警察署として開所。

## 管轄派出所
- 倉前派出所
- 夫鉢派出所
- 牙美派出所
- 長湖院派出所
- 大月派出所
- 栢沙派出所
- 新屯派出所
- 麻長派出所
- 戸法派出所
- 雪星派出所
- 慕加派出所
- 栗面派出所

## 管轄治安センター
- 丹月治安センター